# Jemma

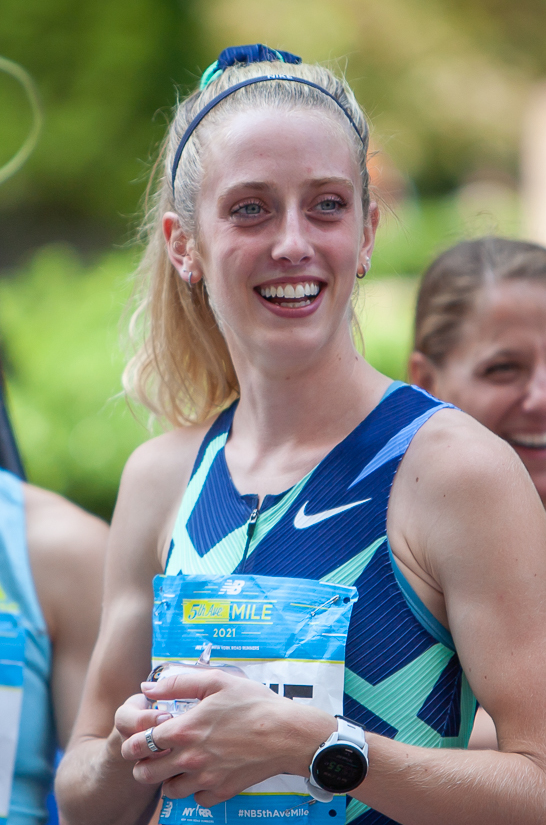
Jemma Reekie, 2021.

Jemma är ett ovanligt kvinnonamn. Namnet är en variant av Gemma, som har latinskt ursprung och betyder juvel. Jemma har engelskt ursprung. Den 31 december 2008 fanns det 26 kvinnor i Sverige med namnet, 21 av dessa hade det som tilltalsnamn .
Namnet är också en variant av Jemima, som har bibliskt ursprung och betyder "lilla duva" .

## Personer med namnet Jemma
- Jemma McKenzie-Brown (född 1994), engelsk skådespelare
- Jemma Redgrave (född 1965), brittisk skådespelare
- Jemma Reekie (född 1998), brittisk friidrottare